# Верхние Тарханы
 Верхние Тарханы  (тат. Югары Тархан) — село в Тетюшском районе Татарстана. Входит в состав Бессоновского сельского поселения.

## География
Находится в юго-западной части Татарстана на расстоянии приблизительно 33 км на юго-запад по прямой от районного центра города Тетюши, на реке Тарханка.

## История
Основано в XVII веке, в конце XIX века была церковно-приходская школа.

## Население
Постоянных жителей насчитывалось в 1859 году — 383, в 1883 году — 594, в 1910 году — 611, в 1920 году — 716, в 1926 году — 741, в 1938 году — 772, в 1949 году — 658, в 1958 году — 634, в 1970 году — 595, в 1979 году — 433, в 1989 году — 306. Постоянное население составляло 289 человек (чуваши 90 %) в 2002 году, 251 в 2010.